# Gare de Nice-Riquier
Gare de Nice-Riquier vasútállomás Franciaországban, Nizza településen.

## Vasútvonalak
Az állomást az alábbi vasútvonalak érintik:
- Marseille–Ventimiglia-vasútvonal

## Kapcsolódó állomások
A vasútállomáshoz az alábbi állomások vannak a legközelebb:
- Gare de Villefranche-sur-Mer
- Gare de Nice-Ville